# ژان کیناموس
ژان کیناموس (به یونانی: Ἰωάννης Κίνναμος)، یکی از مورخان یونانی دورهٔ بیزانس و مؤلف نخستین ذیل و تکلمه بر الکسیاد آنا کومننه است. اثر او با نام اپیتوم هیستوریاروم (تاریخ مختصر) مشتمل بر هفت فصل مفصل مبتنی بر مشاهدات عینی و با دسترسی او بر منابع و اسناد و مدارک رسمی امپراتوری بیزانس، وقایع سال‌های ۱۱۱۸ تا ۱۱۷۶ یعنی وقایع دوران حکومت ژان دوم و مانوئل یکم را دربردارد.

## اپیتوم هیستوریاروم
فصل نخست، از تکلمه الکسیاد، به شرح وقایع دوران ژان دوم و تببین نحوهٔ برخورد و روابط او با ترکان مسلمان در مناطق مختلف آسیای صغیر، کیلیکیه و ایزوریا از یک سو و با اروپایی‌ها اعم از مجارها، صرب‌ها و همچنین صلیبیون از سوی دیگر می‌پردازد.
فصل دوم دوم تا هفتم، شرح مفصل وقایع دوران مانوئل یکم از آغاز به قدرت رسیدن تا زمان مرگ او را دربردارد:
1. تبیین و توصیف سیاست و اقدامات داخلی امپراتوری بیزانس
2. روابط خارجی مانوئل یکم با مسلمانان، اروپایی‌ها، صلیبیون، روس‌ها، پاپ و مصری‌ها

ژان کیناموس به‌طور مفصل و با جزئیات دقیق به نحوهٔ رویارویی و برخورد نظامی مانوئل با قدرت‌های مسلمان و اروپایی و صلیبی و بیان استراتژی و نقشه‌های جنگی او پیامدهای آن نبردها می‌پردازد. تو مباحث مرتبط با صلیبیون را به‌طور جداگانه اما همزمان ثبت کرده‌است؛ مباحثی همچون مسائل داخلی آنها، عملکرد پادشاهان اورشلیم در اراضی مقدس، روابط آنها با ترکان مسلمان، امپراتوری بیزانس و مصریان. افزون بر این او عملکرد نظامی مشترک صلیبیون و بیزانس در حمله به مصر و پیامدهای آن را توصیف و تحلیل می‌کند.